# Pintura británica del Museo del Prado

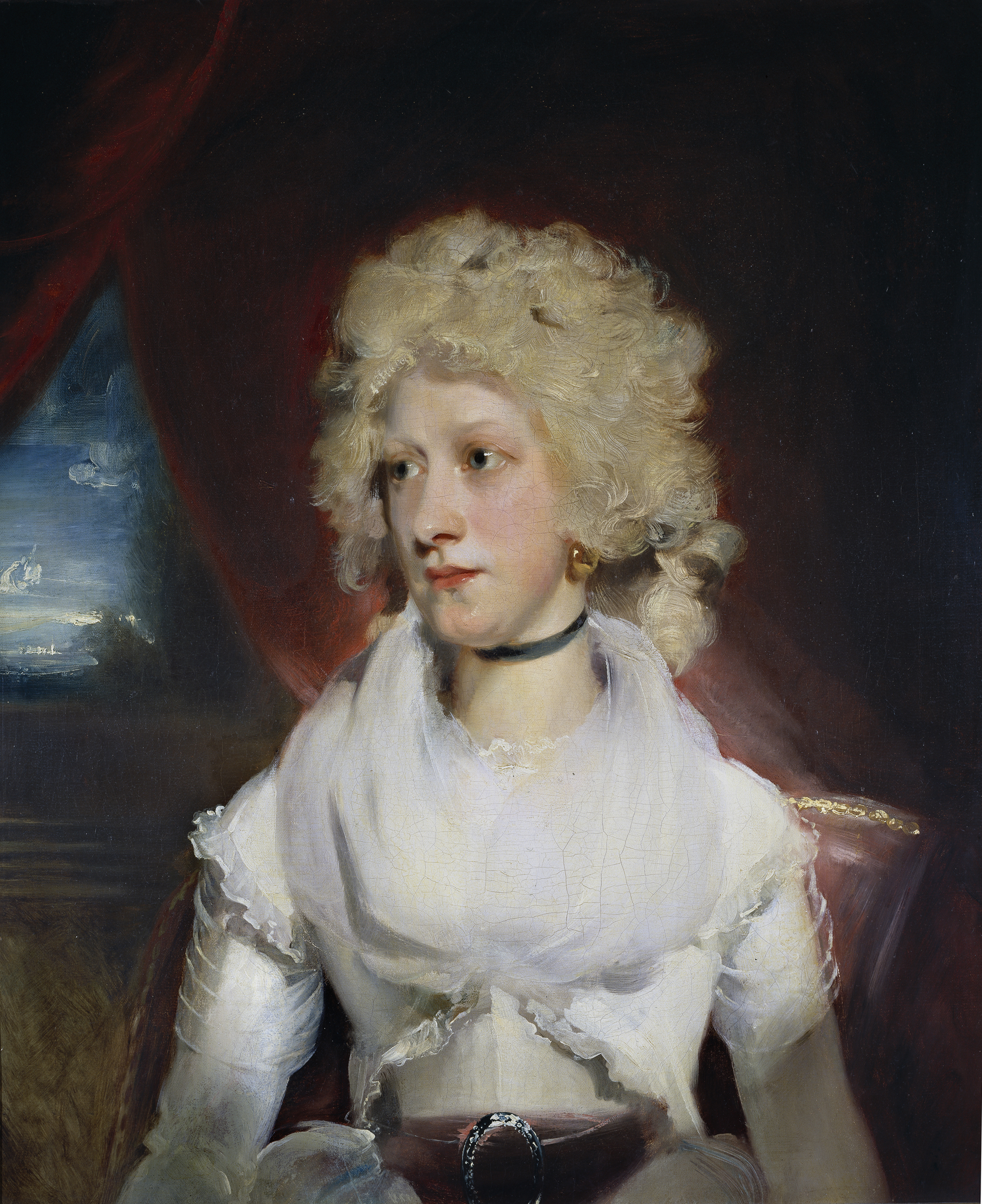
Miss Marthe Carr, c. 1789, retrato de Thomas Lawrence.

La histórica rivalidad entre España y el Reino Unido, que arranca en el siglo XVI con la subida al trono de Isabel I de Inglaterra y su definitiva separación de la Iglesia de Roma, no contribuyó precisamente a facilitar la adquisición de obras de arte británicas por la Monarquía Española, de hecho el Prado y el Lázaro Galdiano son los dos únicos museos españoles que cuentan con una colección significativa (su presencia en este último museo, de fundación privada, se debe al gusto personal de la esposa del fundador, la argentina Paula Florido). De tal modo que, a diferencia de las colecciones que posee la institución de las demás escuelas pictóricas, en las que muchas de las piezas —incluido el grueso de las obras maestras— proceden de la Colección Real, en la sección de pintura británica del Museo del Prado ninguno de los trabajos tiene tal origen. Todos ingresaron mediante donaciones, legados, una herencia, y, sobre todo, compras, realizadas especialmente en las décadas centrales del siglo XX, período en el que estaban al frente del museo Fernando Álvarez de Sotomayor como director —él mismo pintor, y fuertemente influido en su obra por la escuela británica— y Francisco Javier Sánchez Cantón como subdirector. 
La ausencia de aporte de la Colección Real y la falta de interés en esta escuela por parte de la cúpula del museo salvo en la etapa de Álvarez de Sotomayor y Sánchez Cantón —a pesar, por ejemplo, de la influencia que ejerció en un artista capital para el Prado como es Goya—, ha dado como resultado que esta colección sea muy reducida, con tan solo treinta y una obras (además de otras dos de atribución dudosa) de veinte pintores (o veintidós). Asimismo es de escasa variedad, puesto que la gran mayoría son retratos realizados entre la segunda mitad del siglo XVIII y la primera del XIX —todos además individuales, no hay ningún ejemplo del retrato de grupo, tan habitual en la pintura británica—, y está constituida por piezas de cierta calidad pero poco representativas, excepto en el caso de las de Thomas Lawrence.

## Obras

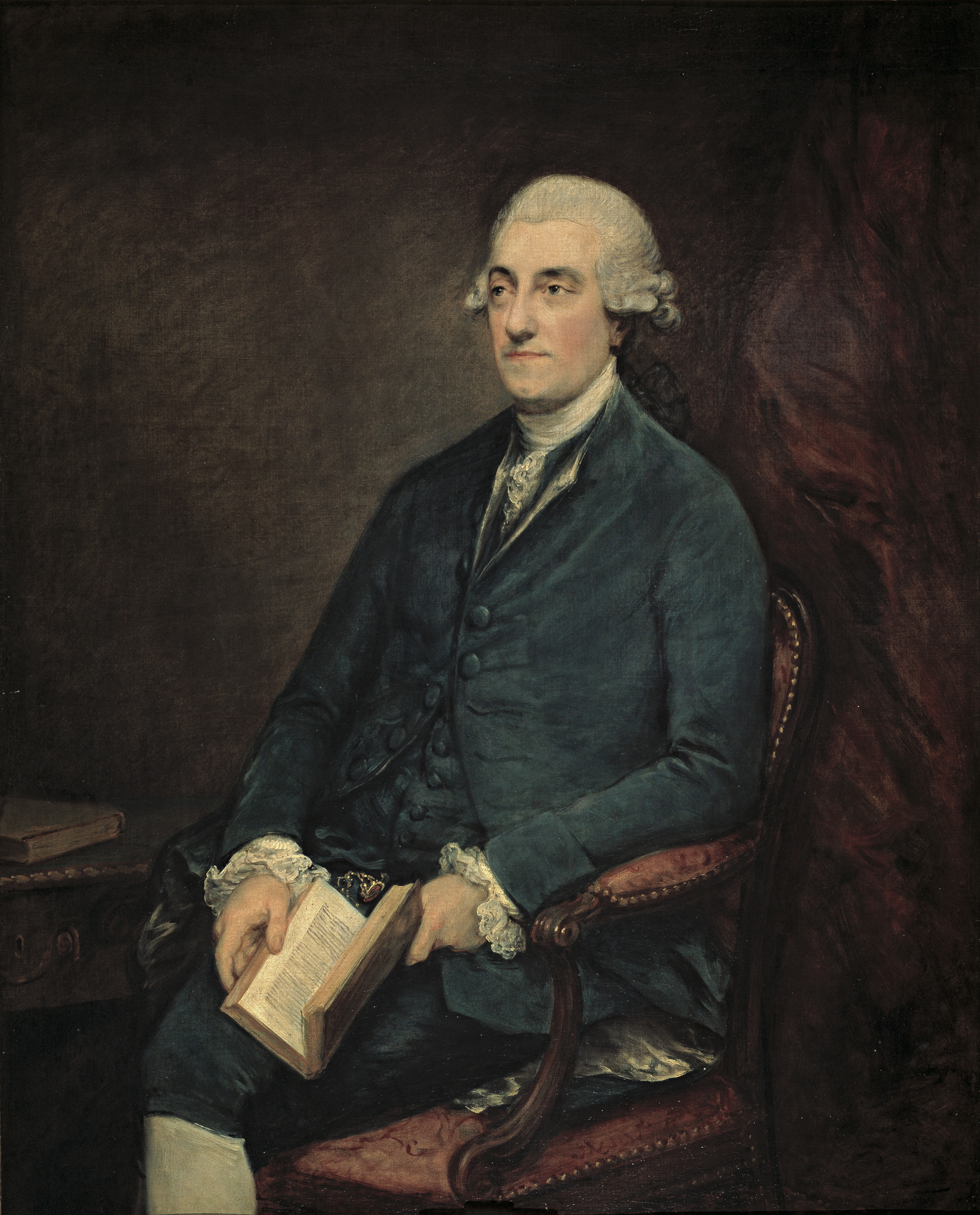
Retrato del médico Isaac Henrique Sequeira, c. 1775, de Thomas Gainsborough, donación del estadounidense Bertram Newhouse.

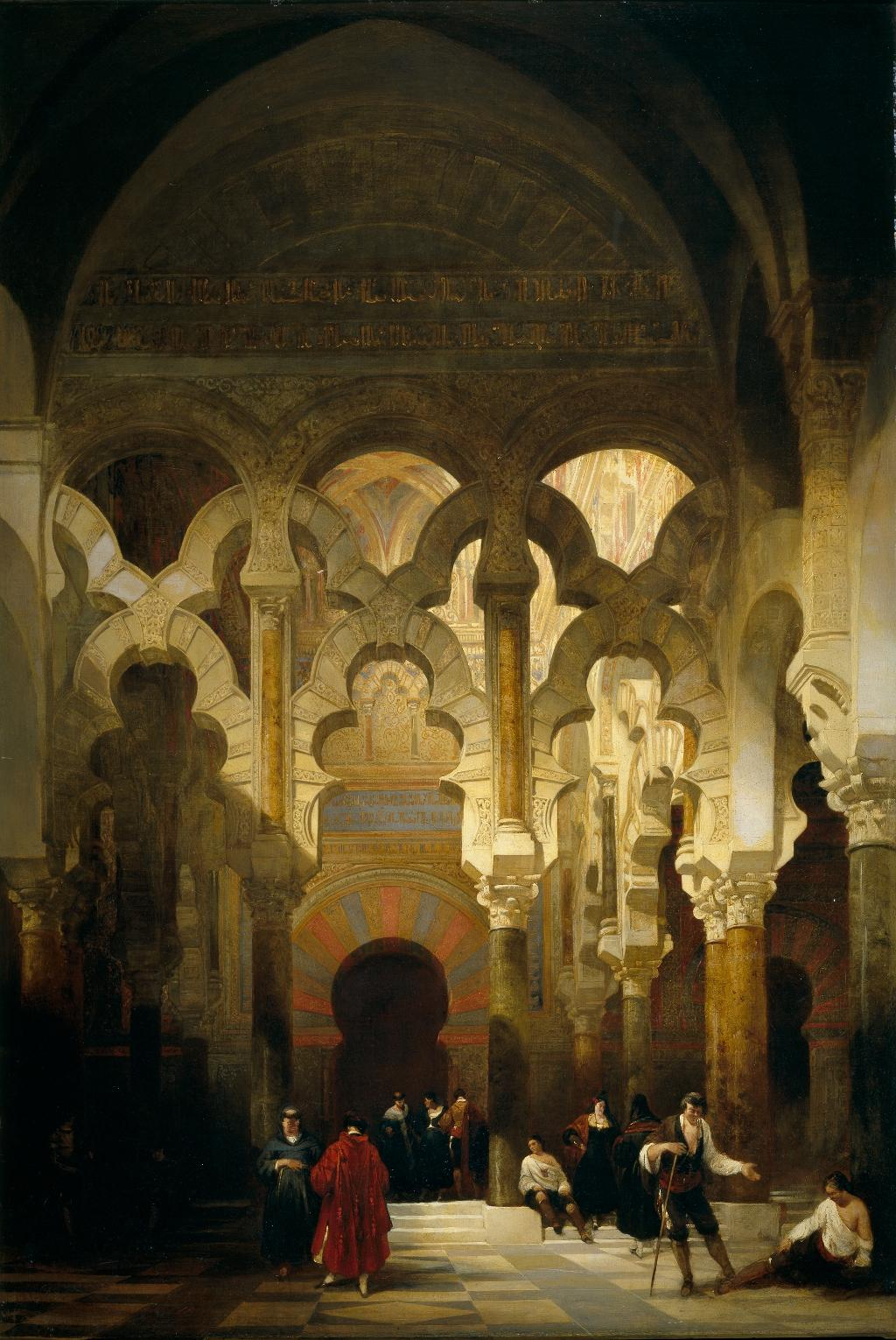
Interior de la mezquita de Córdoba, 1838 (David Roberts).

La colección del Prado está compuesta por pinturas fechadas en la segunda mitad del siglo XVIII y en el siglo XIX, con la única excepción de Joven con la mano ante el pecho, de Cornelius Johnson van Ceulen (Cornelis Janssens van Ceulen), de la primera mitad del XVII. Faltan en ella Joseph Wright of Derby, el destacado renovador William Hogarth y el visionario William Blake, así como los grandes nombres del paisajismo inglés (Turner, Constable), pero sí hay en cambio algunos ejemplos de la obra de los principales artistas dedicados al retrato, un género que en el XVIII alcanzó esplendor en las islas gracias a la huella dejada por pintores llegados del continente, en el siglo XVI (el alemán Hans Holbein el Joven, el flamenco John de Critz), y especialmente en el XVII, como Peter Lely, nacido en Alemania, de origen neerlandés y cuyo verdadero nombre era Pieter van der Faes; el alemán Gottfried Kniller, conocido en Gran Bretaña como Godfrey Kneller, el neerlandés Daniël Mijtens (Daniel Mytens), el húngaro Johannes Priwitzer, el flamenco Simon Dubois, y sobre todo el también flamenco Anton van Dyck.
En la nómina figuran Thomas Gainsborough (Retrato del médico Isaac Henrique Sequeira y Retrato de Mr. Robert Butcher of Walthamston), Joshua Reynolds (Retrato de un eclesiástico y Retrato de Mr. James Bourdieu), Thomas Lawrence (especialmente destacables por su calidad las obras de este último: John Fane, X conde de Westmoreland, Dama de la familia Storer y Miss Marthe Carr), George Romney (Retrato de un caballero inglés, Mr. Wildman y Master Ward), Francis Cotes (Retrato de Anne Sawbridge), Henry Raeburn (Retrato de Mrs. MacLean of Kinlochaline), Martin Archer Shee (Anthony Morris Storer y Anthony Gilbert Storer), John Watson Gordon (Un caballero inglés), John Opie (Retrato de caballero), John Hoppner (Retrato de dama desconocida y Retrato de Mrs. Thornton), Thomas Hudson (Retrato de dama con su hija), John-Francis Rigaud (Los tres viajeros aéreos favoritos) y William Beechey (Retrato de gentilhombre). Aparte hay un retrato de Fernando VII que se ha atribuido a William Collins, pero es una atribución que no está aceptada de manera general, como también es dudosa la atribución a John Phillip (Spanish Phillip) de un retrato que se cree representa a Gonzalo José de Vilches, primer conde de Vilches. Por su parte, la pintura de paisaje del XVIII y la de animales están representadas por sendos únicos lienzos: Paisaje con figura a caballo, de Nicholas Pocock, y Paisaje con perros, de George Morland.
Por otro lado, cuenta con cuatro vistas de distintos puntos de España del pintor romántico David Roberts, que fueron adquiriéndose a lo largo del pasado siglo (El castillo de Alcalá de Guadaíra, La Torre del Oro, Interior de la mezquita de Córdoba y La celebración de la Santa Cruz en la Capilla del Condestable). Roberts fue además un pintor que ejerció una fuerte influencia en el romanticismo español, especialmente en Jenaro Pérez Villaamil. Igualmente del siglo XIX hay una Marina de Edwin Hayes.
Finalmente, del prerrafaelismo, ya en la época victoriana, el Museo tiene un espectacular lienzo, Escena pompeyana o La siesta, del neerlandés afincado en el Reino Unido Lawrence Alma-Tadema, que ingresó en 1887 por donación de Ernesto Gambart (aunque luego se traspasó al Museo de Arte Moderno, del que regresó al Prado cuando en 1971 fue disuelto dicho museo). Aparte hay un retrato de 1906 de Susan Baverstock realizado por su hija Nelly Harvey, recibido en 2016 desde Museo Nacional Centro de Arte Reina Sofía en virtud de la reordenación de fondos con dicho museo.

## Pintores representados
| Nombre                                                       | Año de nacimiento | Año de defunción | Número de obras | Años de adquisición   | Imagen                                                                                   | Observaciones     | Referencias |
| ------------------------------------------------------------ | ----------------- | ---------------- | --------------- | --------------------- | ---------------------------------------------------------------------------------------- | ----------------- | ----------- |
| Alma-Tadema, Lawrence                                        | 1836              | 1912             | 1               | 1887                  |                                                                                          |                   | [ 3 ]       |
| Beechey, William                                             | 1753              | 1839             | 1               | 1962                  |                                                                                          |                   | [ 4 ]       |
| Collins, William                                             | 1788              | 1847             | 1               | 1889                  |                                                                                          | Atribución dudosa | [ 5 ]       |
| Cotes, Francis                                               | 1726              | 1770             | 1               | 1984                  |                                                                                          |                   | [ 6 ]       |
| Gainsborough, Thomas                                         | 1727              | 1788             | 2               | 1953 y 1955           |                                                                                          |                   | [ 7 ]       |
| Gordon, John Watson                                          | 1788              | 1864             | 1               | 1958                  |                                                                                          |                   | [ 8 ]       |
| Harvey, Nelly                                                | 1877              | 1961             | 1               | 1968                  |                                                                                          |                   | [ 9 ]       |
| Hayes, Edwin                                                 | 1819              | 1904             | 1               | 1962                  |                                                                                          |                   | [ 10 ]      |
| Hoppner, John                                                | 1758              | 1810             | 2               | 1926 y 1959           |                                                                                          |                   | [ 11 ]      |
| Hudson, Thomas                                               | 1701              | 1779             | 1               | 1963                  |                                                                                          |                   | [ 12 ]      |
| Johnson van Ceulen, Cornelius (Cornelis Janssens van Ceulen) | 1593              | 1661             | 1               | 1935                  | "Joven con la mano ante el pecho". Óleo sobre lienzo, 74 × 60 cm. Legado duques de Arcos |                   | [ 13 ]      |
| Lawrence, Thomas                                             | 1769              | 1830             | 3               | 1958 y 1959 (2)       |                                                                                          |                   | [ 14 ]      |
| Morland, George                                              | 1763              | 1804             | 1               | 2020                  | "Paisaje con perros". Óleo sobre lienzo, 61 × 76,5 cm, 1793. Herencia Luna               |                   | [ 15 ]      |
| Opie, John                                                   | 1761              | 1807             | 1               | 1965                  |                                                                                          |                   | [ 16 ]      |
| Phillip, John (Spanish Phillip)                              | 1817              | 1867             | 1               | 1944                  |                                                                                          | Atribuida         | [ 17 ]      |
| Pocock, Nicholas                                             | 1740              | 1821             | 1               | 1984                  |                                                                                          |                   | [ 18 ]      |
| Raeburn, Henry                                               | 1756              | 1823             | 1               | 1966                  |                                                                                          |                   | [ 19 ]      |
| Reynolds, Joshua                                             | 1723              | 1792             | 2               | 1943 y 1954           |                                                                                          |                   | [ 20 ]      |
| Rigaud, John-Francis                                         | 1742              | 1810             | 1               | 1889                  |                                                                                          |                   | [ 21 ]      |
| Roberts, David                                               | 1796              | 1864             | 4               | 1943 (2), 1981 y 1991 |                                                                                          |                   | [ 22 ]      |
| Romney, George                                               | 1734              | 1802             | 3               | 1935, 1957 y 2020     |                                                                                          |                   | [ 23 ]      |
| Shee, Martin Archer                                          | 1769              | 1850             | 2               | 1957 y 1959           |                                                                                          |                   | [ 24 ]      |

## Galería

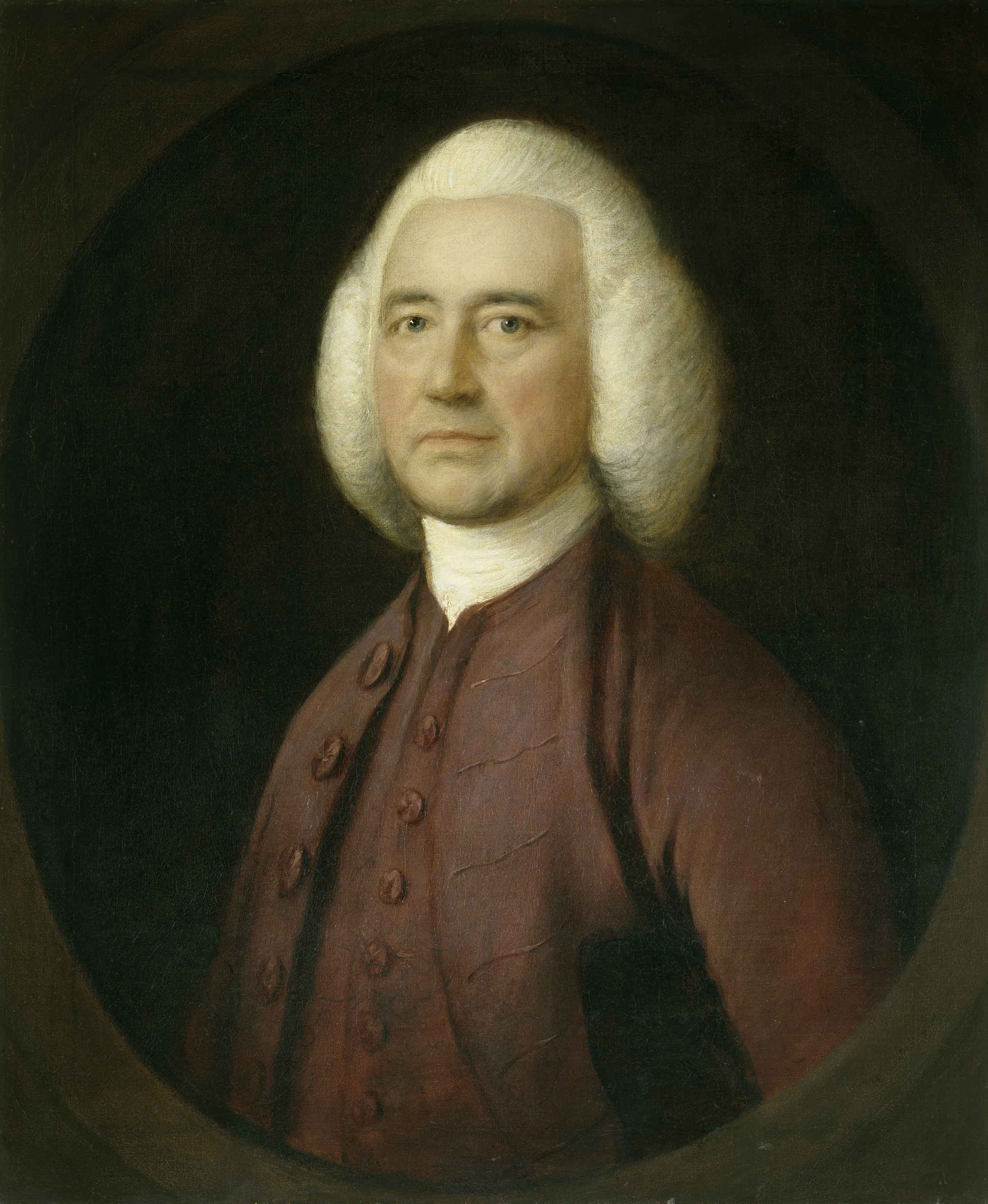
Robert Butcher of Walthamstow, por Thomas Gainsborough.
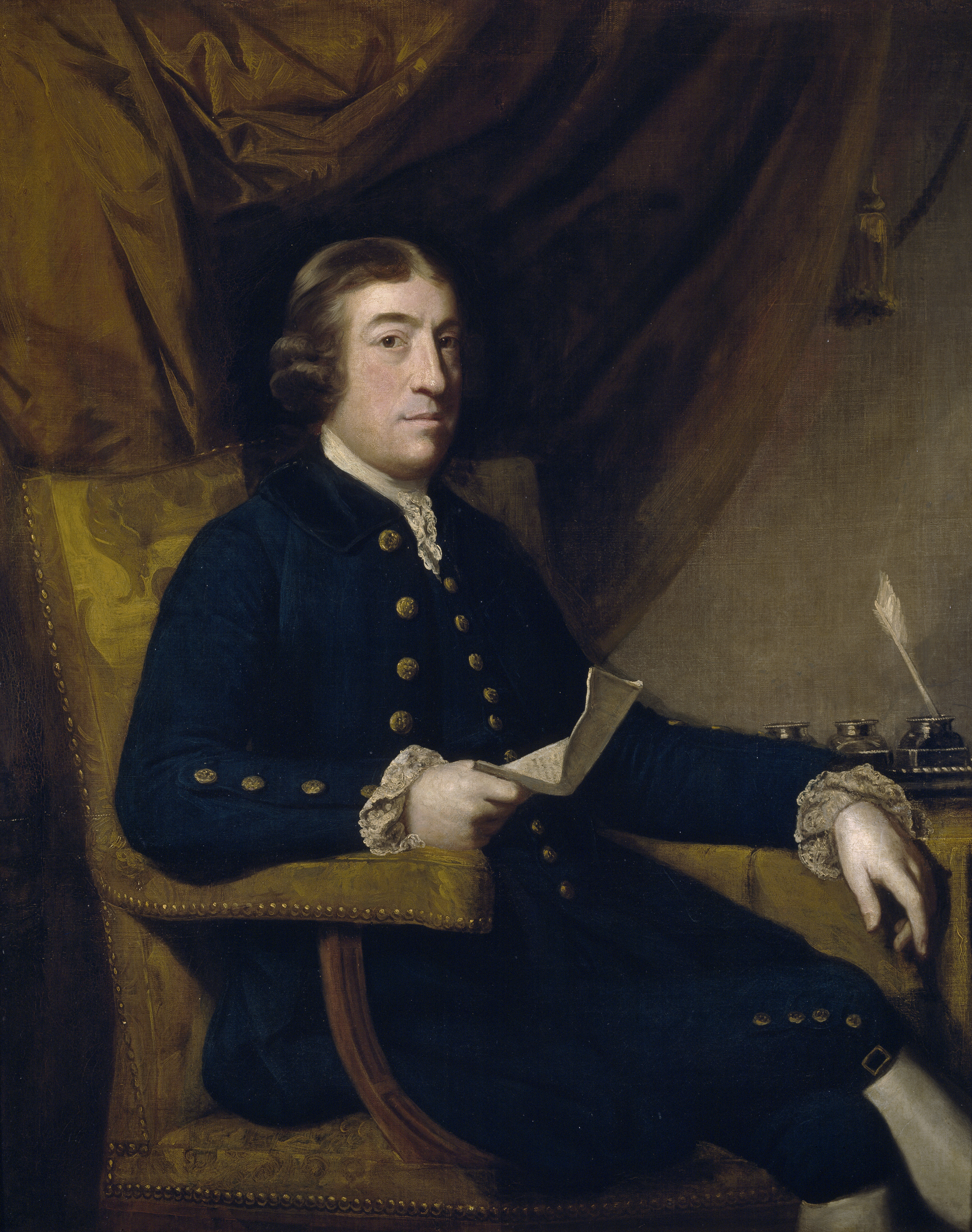
Mr. James Bourdieu, de Joshua Reynolds, donación de Frederick Mont y Bertram Newhouse.
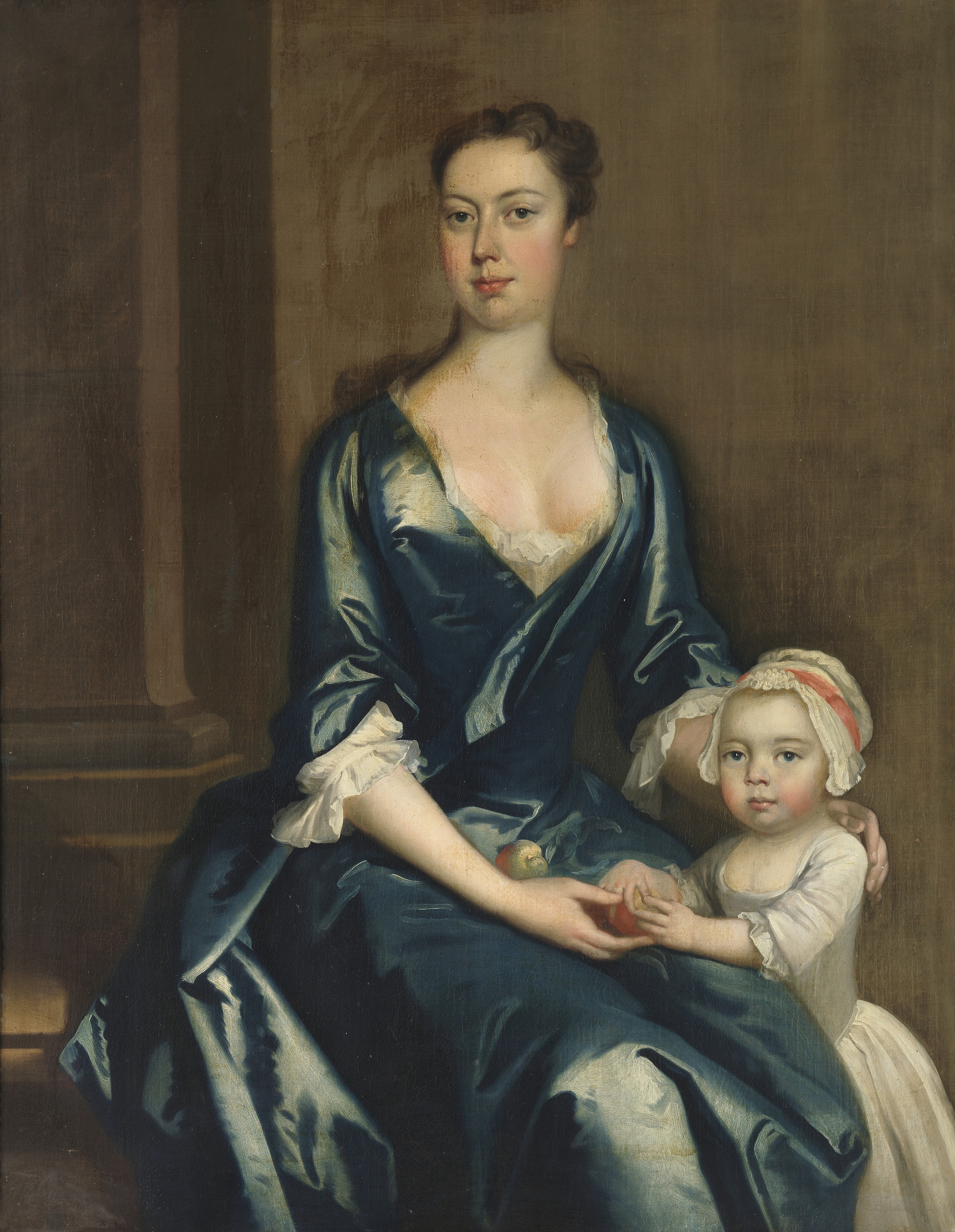
Retrato de dama con su hija, Thomas Hudson.
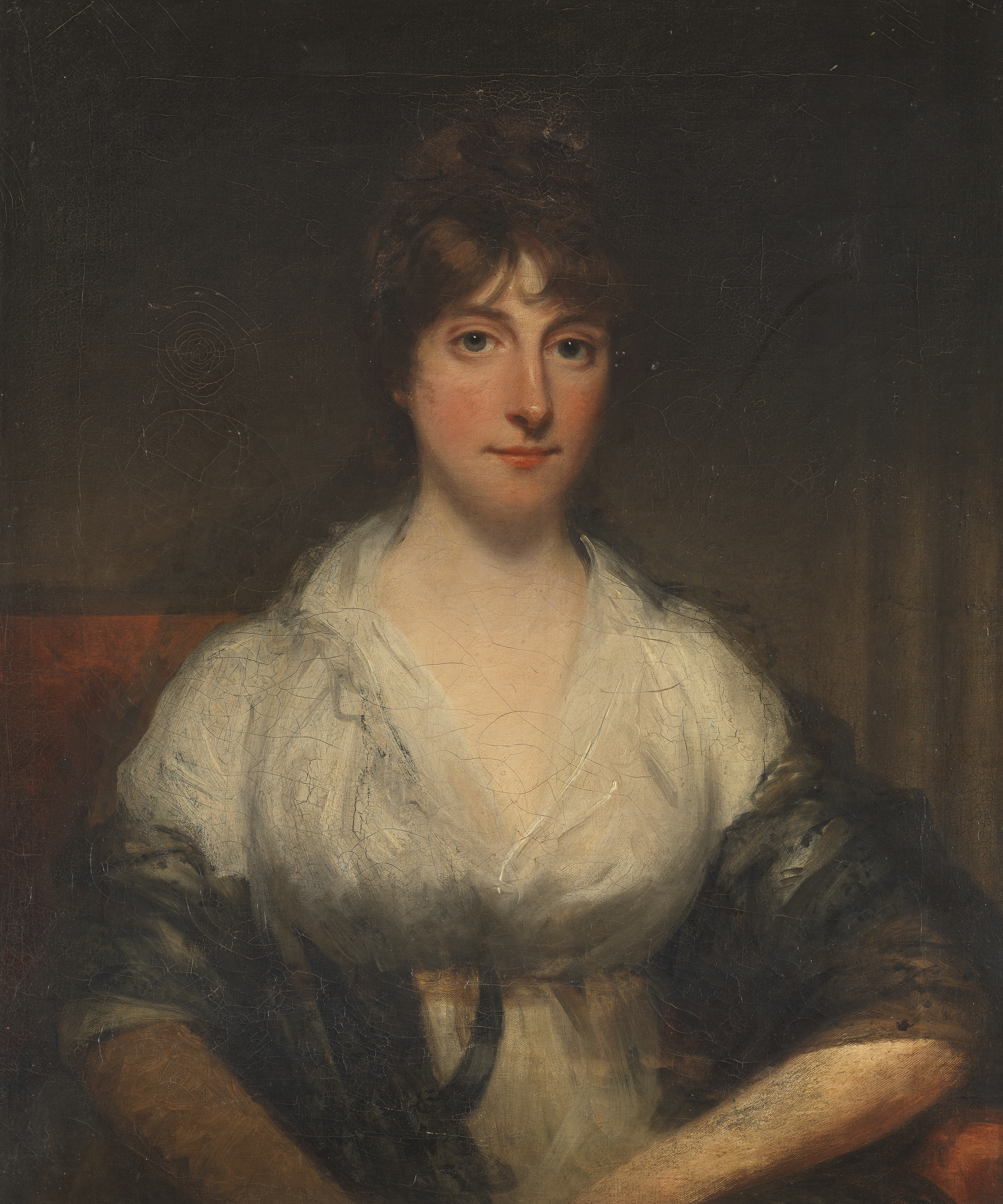
Mrs. Thornton, segunda mitad del siglo XVIII - principio del siglo XIX, John Hoppner (donación Jan G. Appleby).
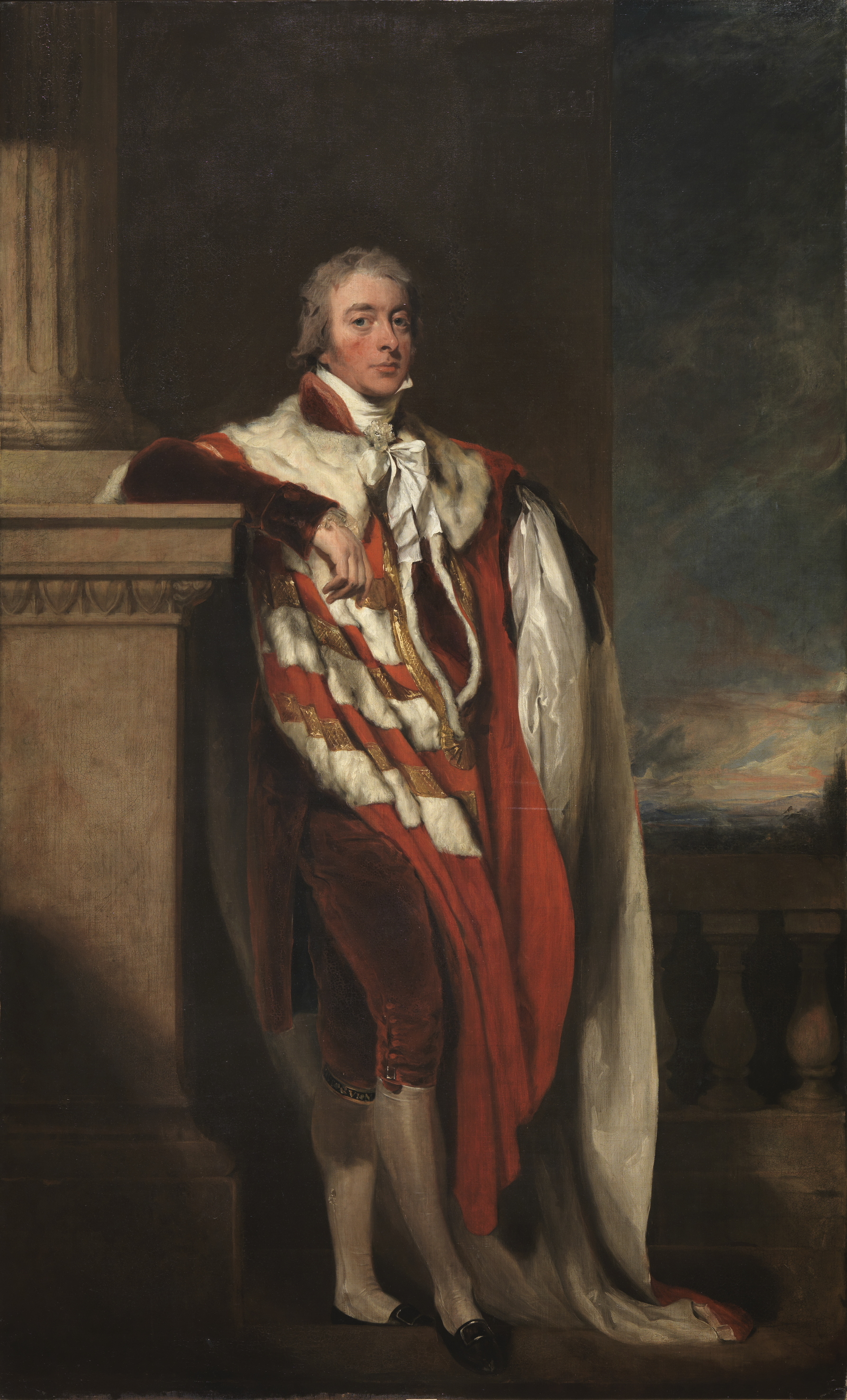
John Fane, X conde de Westmoreland, circa 1806, retratado por Thomas Lawrence.
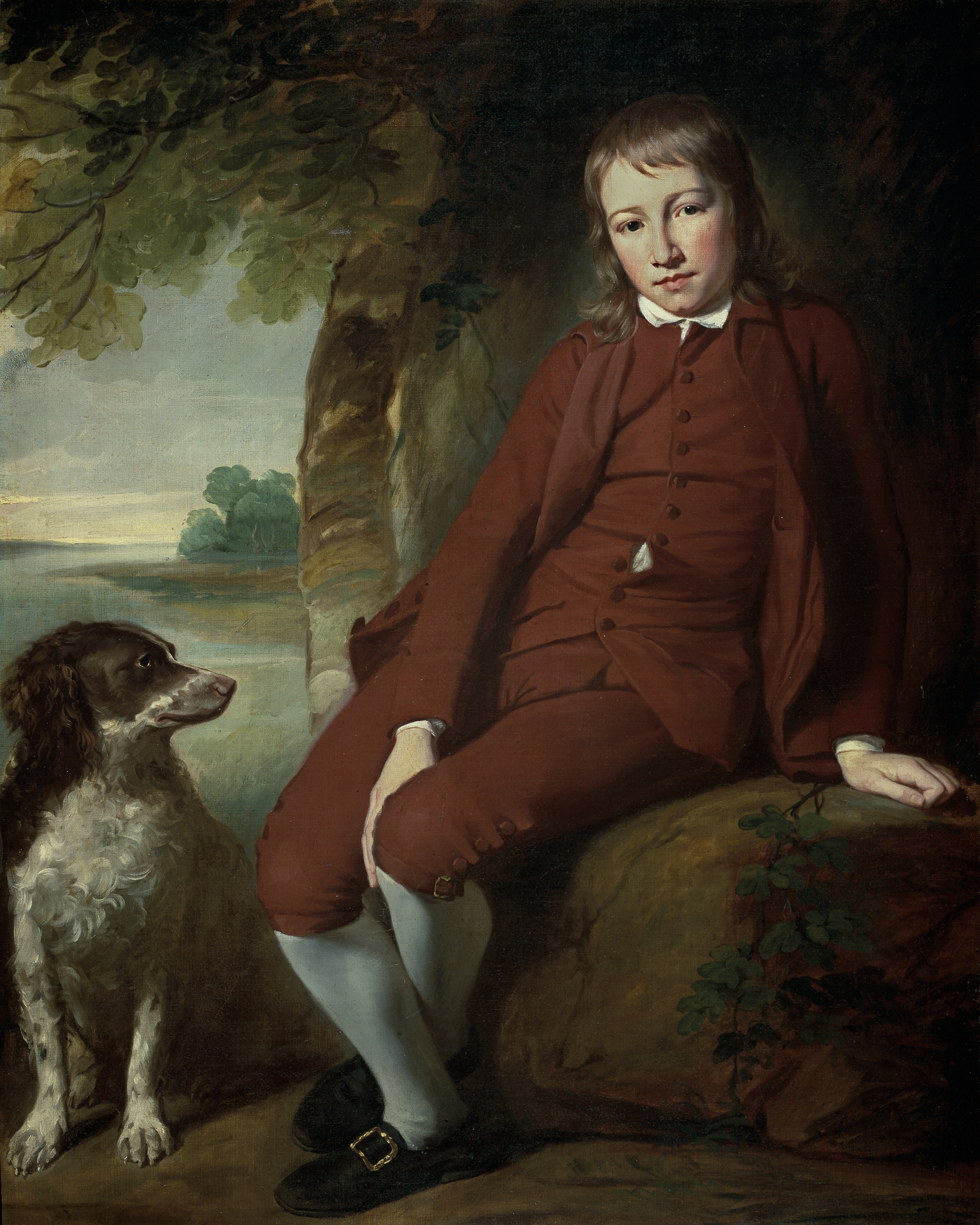
Master Ward, obra de George Romney.
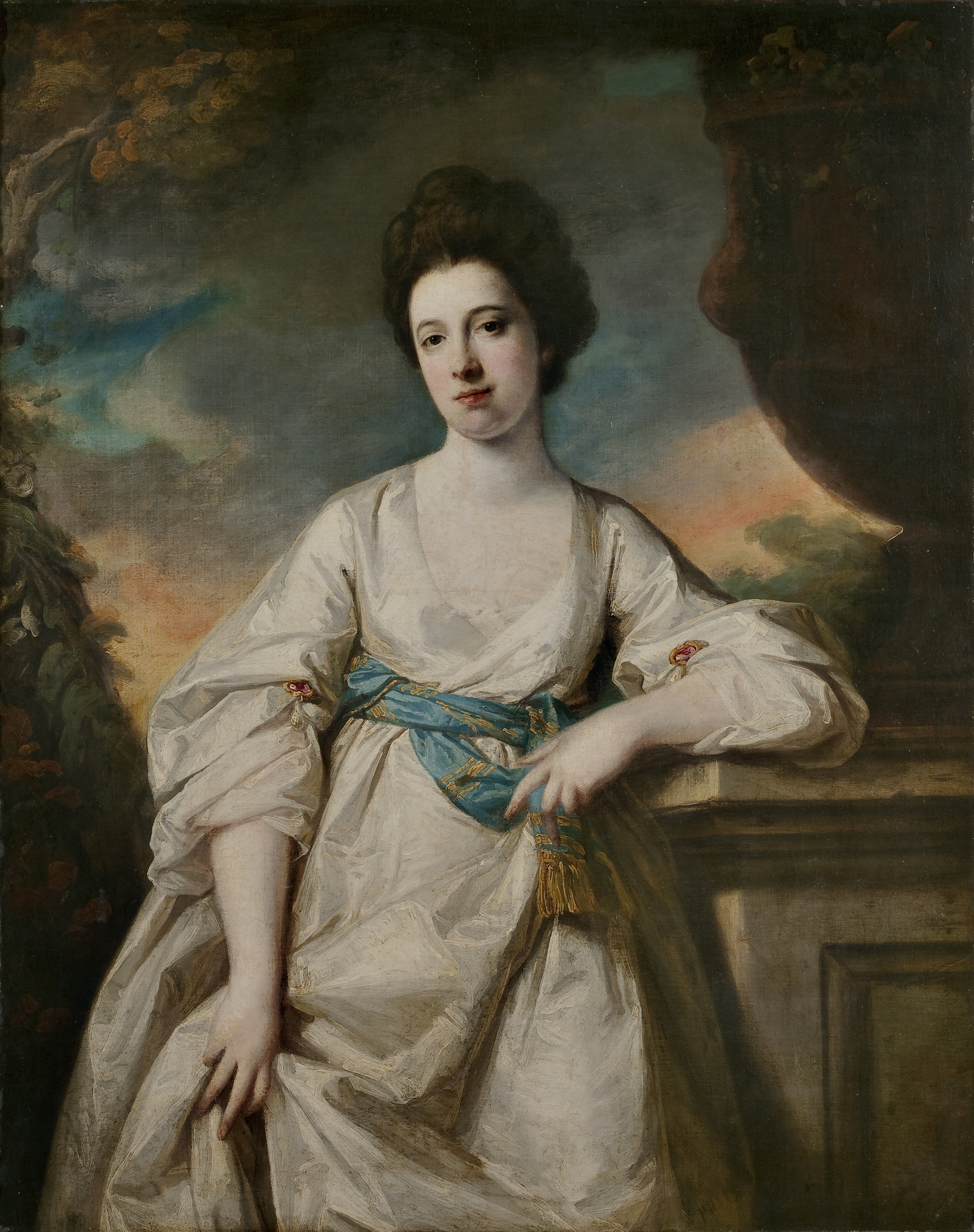
Anne Sawbridge (Francis Cotes).
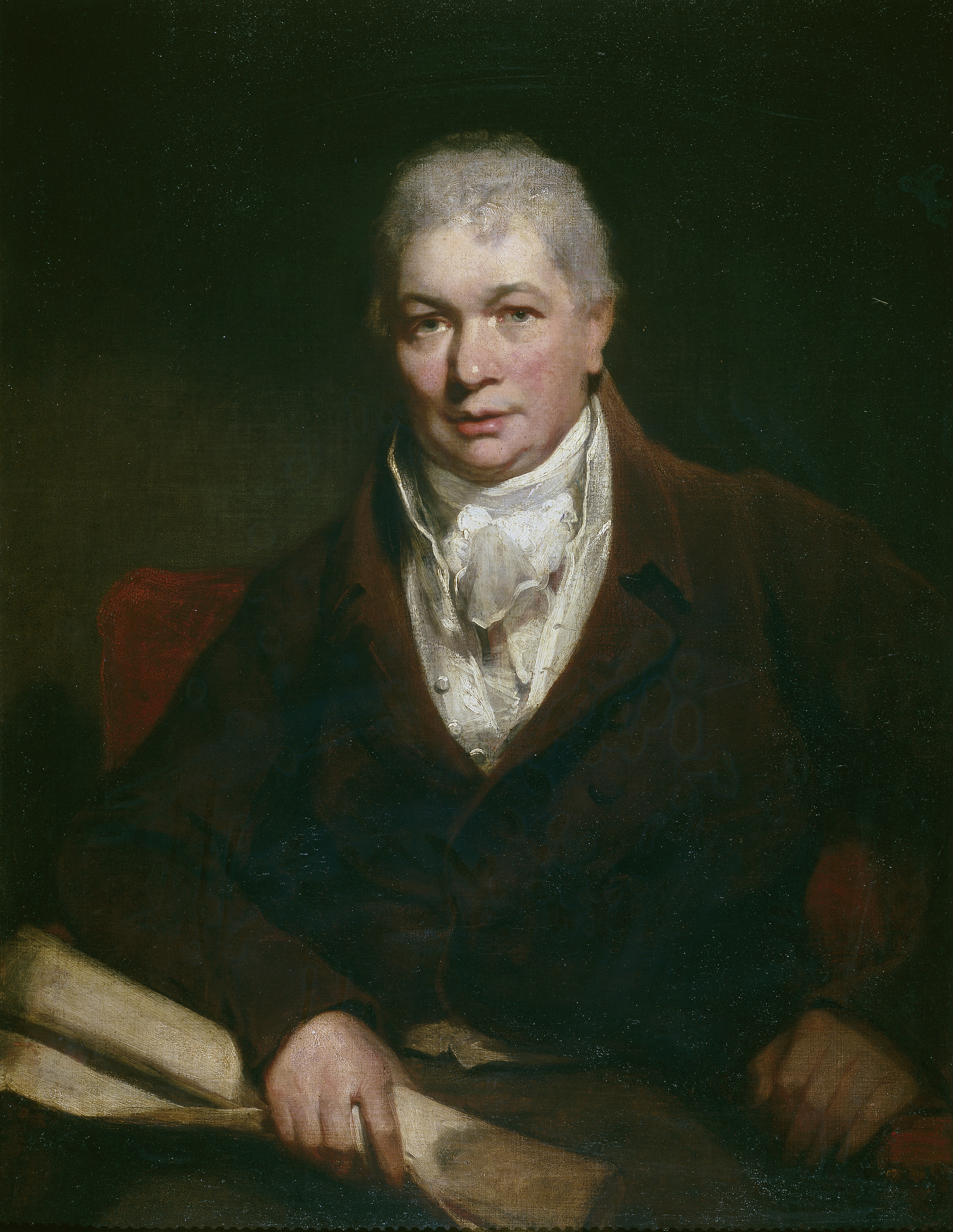
Retrato de caballero, de John Opie.
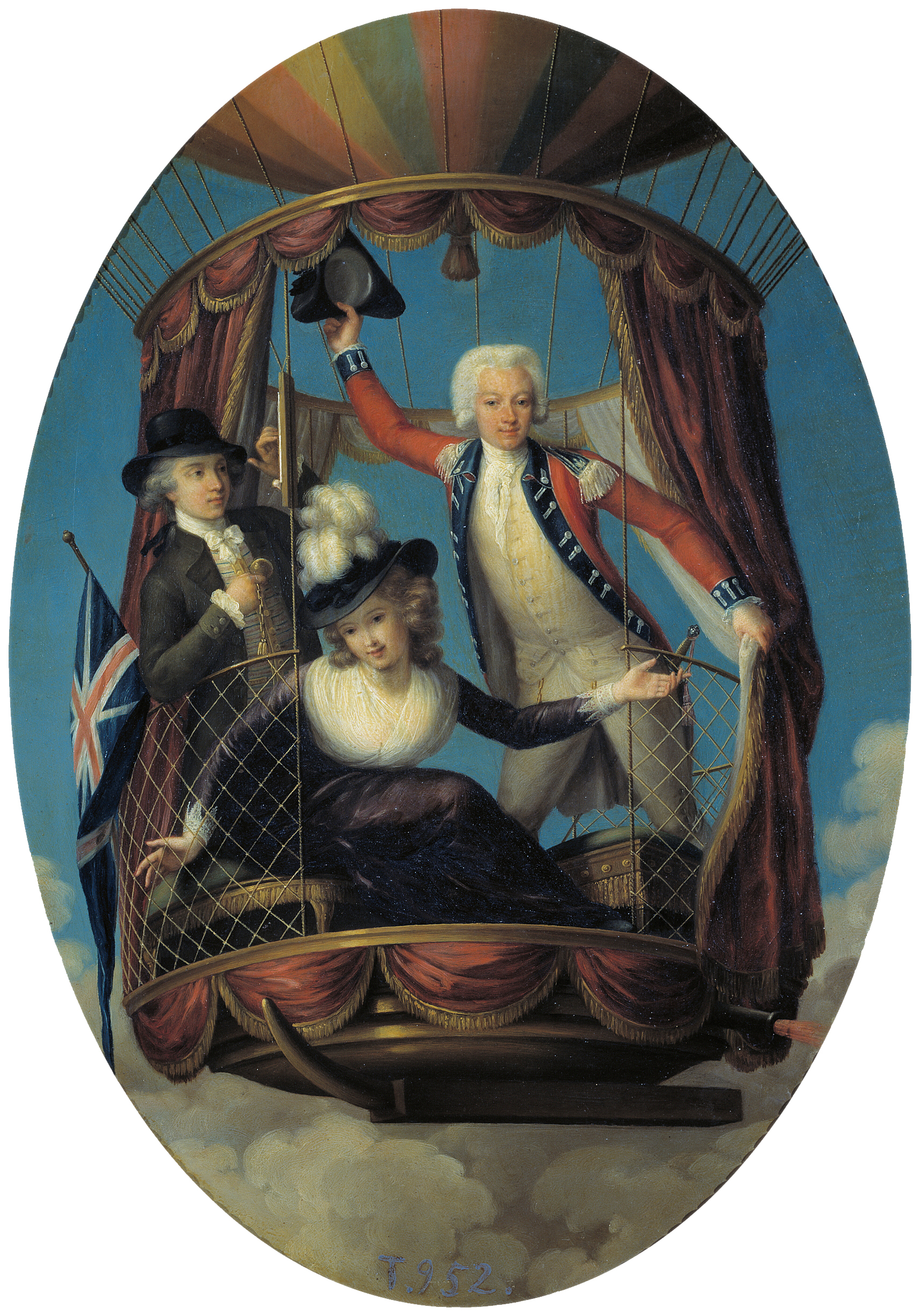
Los tres viajeros aéreos favoritos (John-Francis Rigaud) (donación de la duquesa viuda de Pastrana).
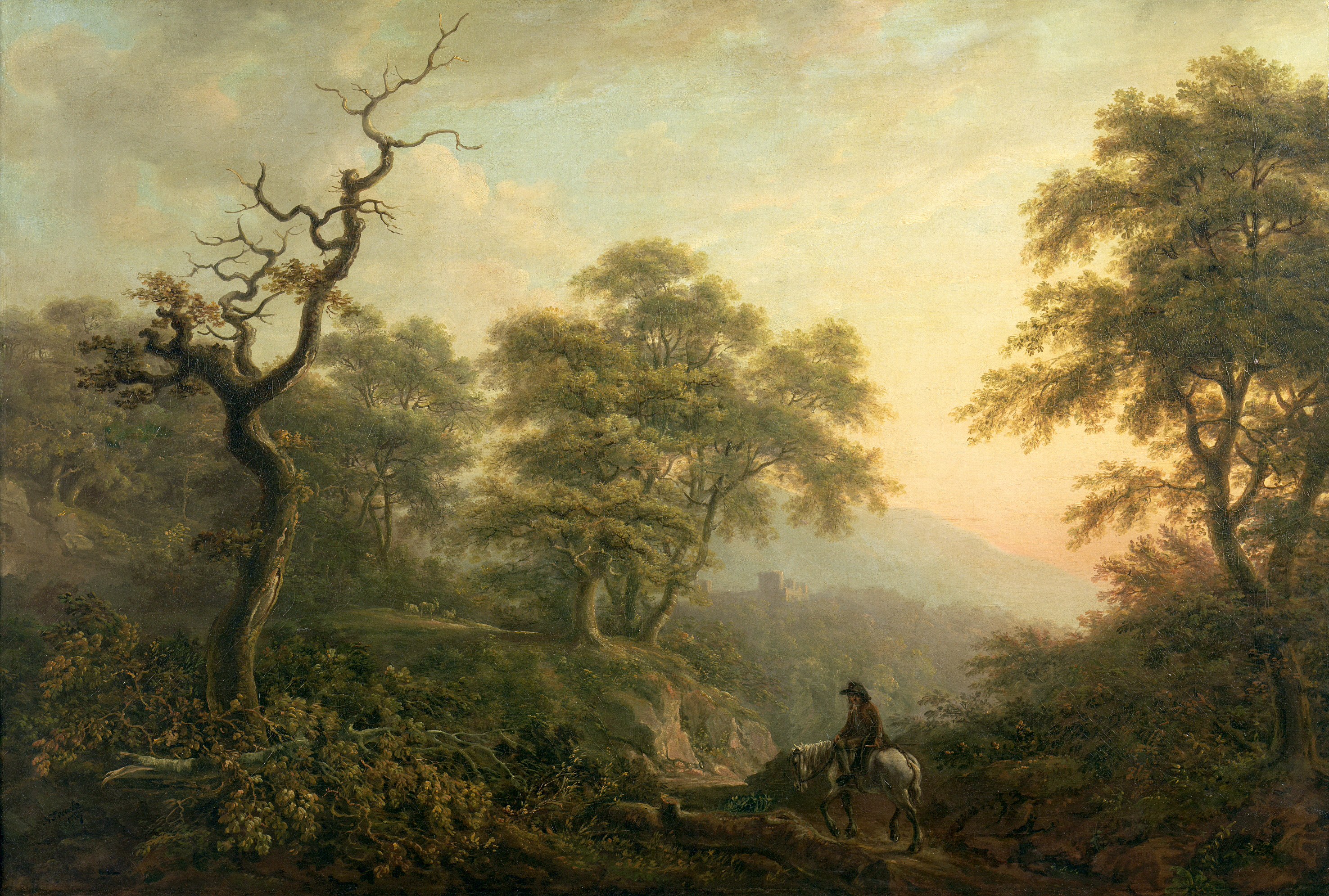
Paisaje con figura a caballo, de Nicholas Pocock (donación de Lady Ghislane Foley).
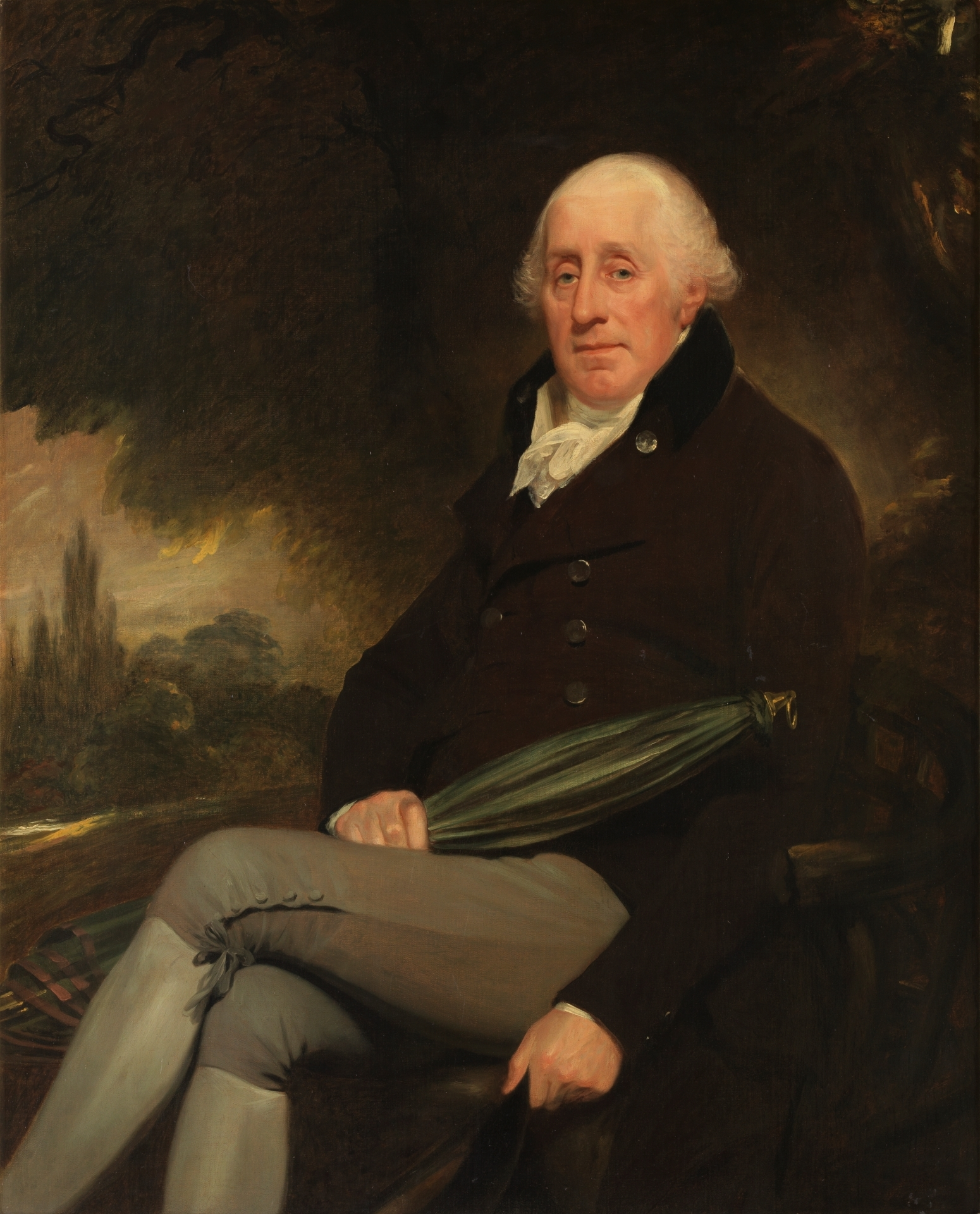
Retrato de gentilhombre, por William Beechey, circa 1795 (donación Giles Earle).
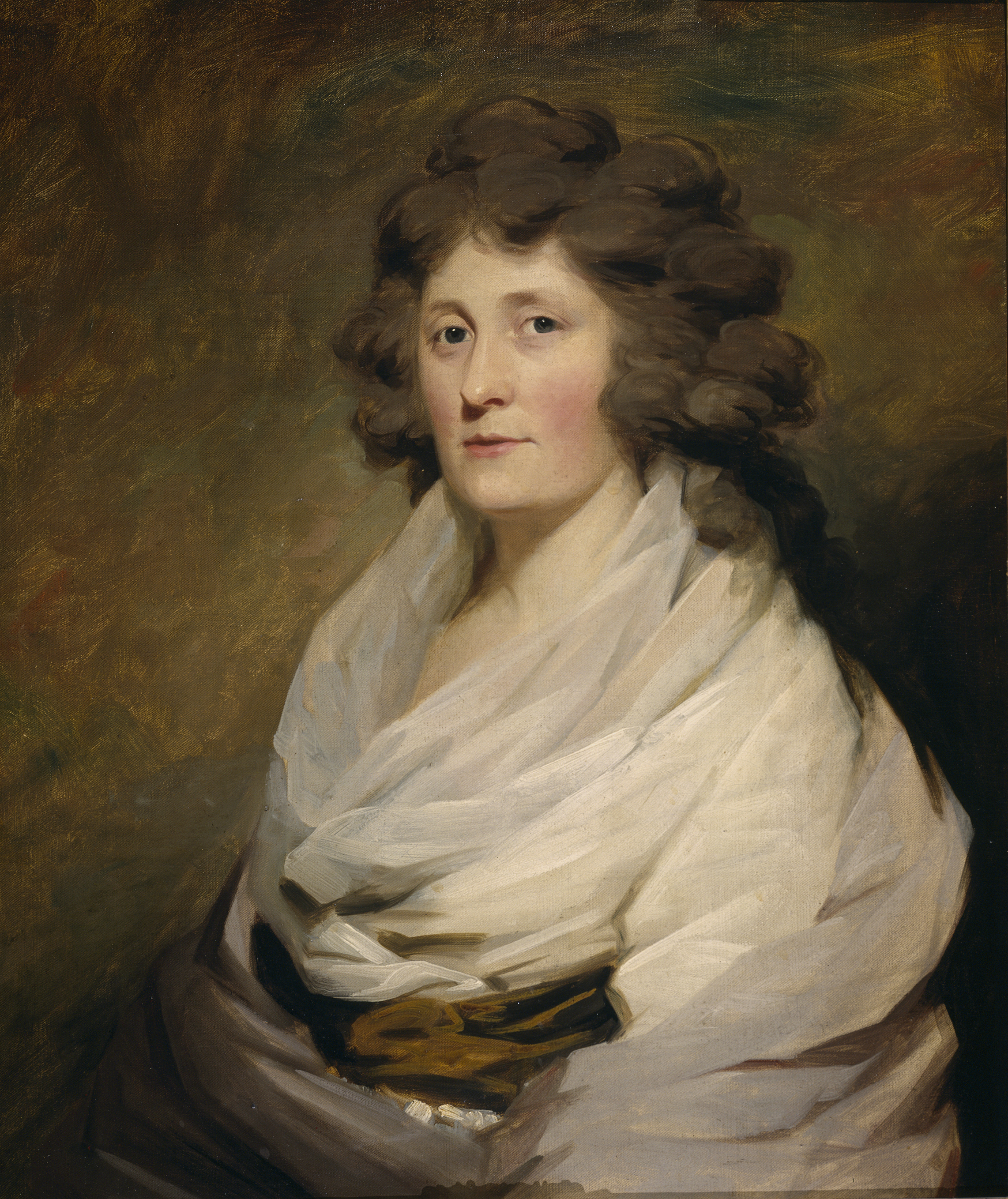
Mrs. MacLean of Kinlochaline, por Henry Raeburn.
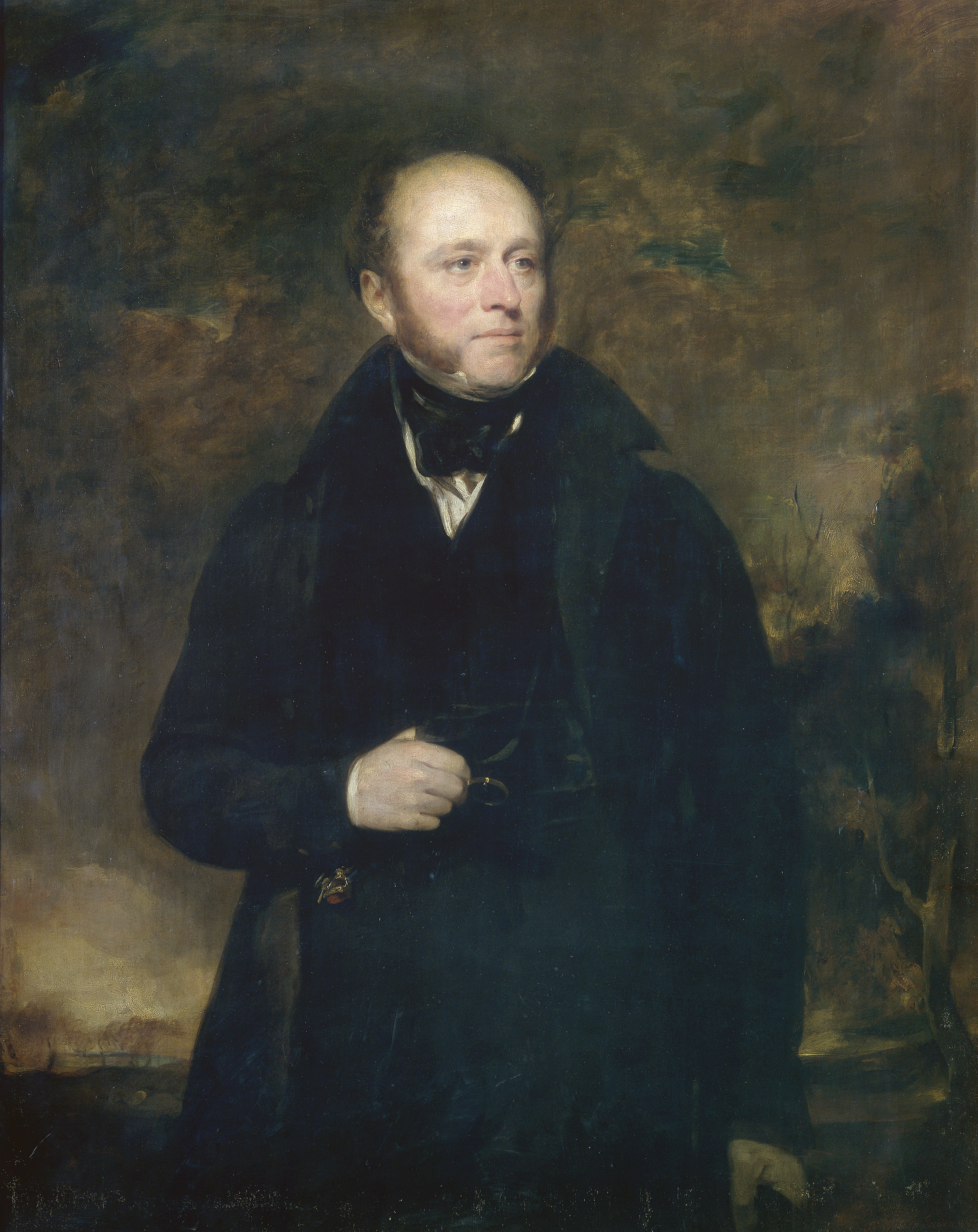
Un caballero inglés, John Watson Gordon (donación de Manuel de Arpe y Retamino).
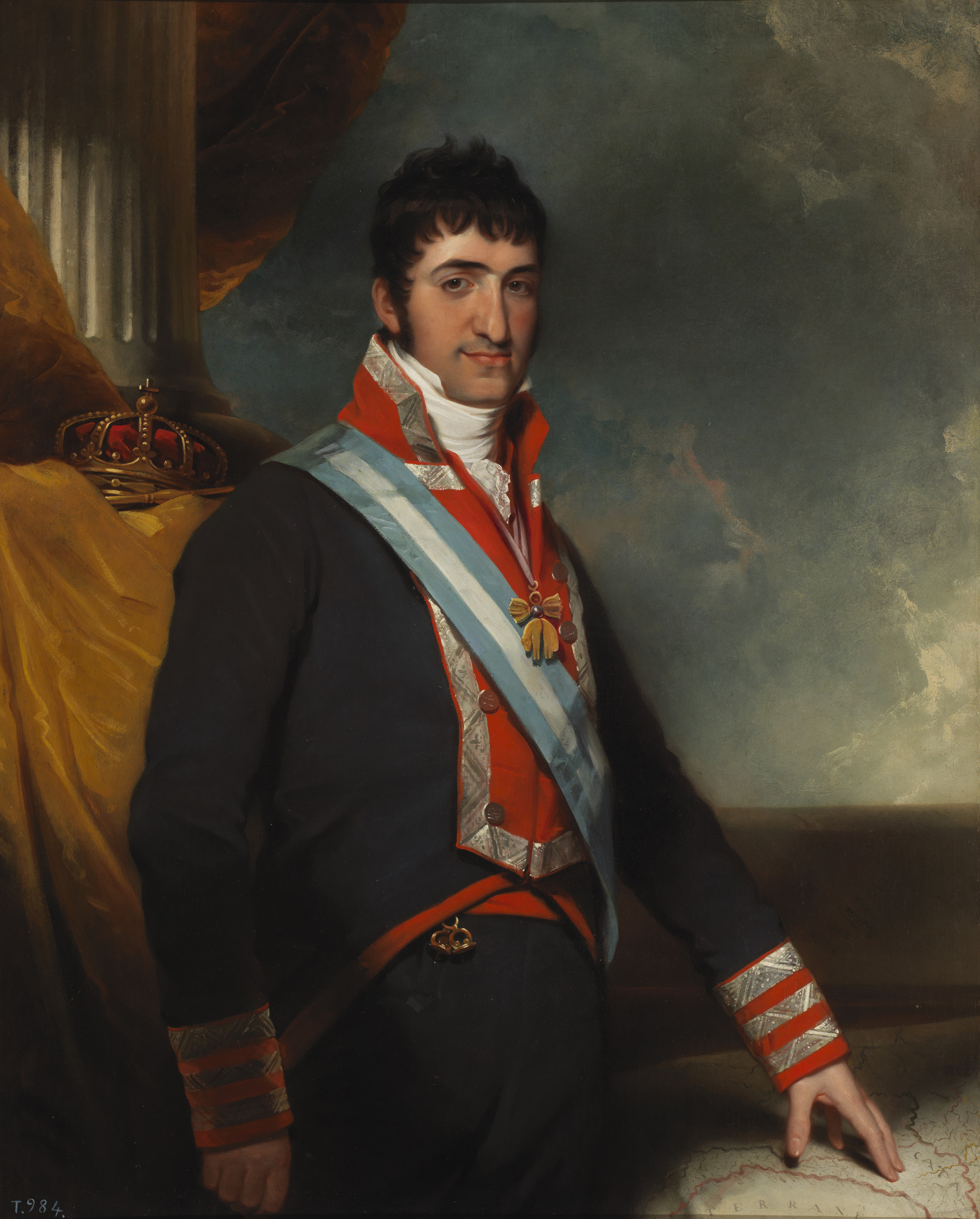
Fernando VII, rey de España, 1814, William Collins (atribución dudosa) (donación de la duquesa viuda de Pastrana).
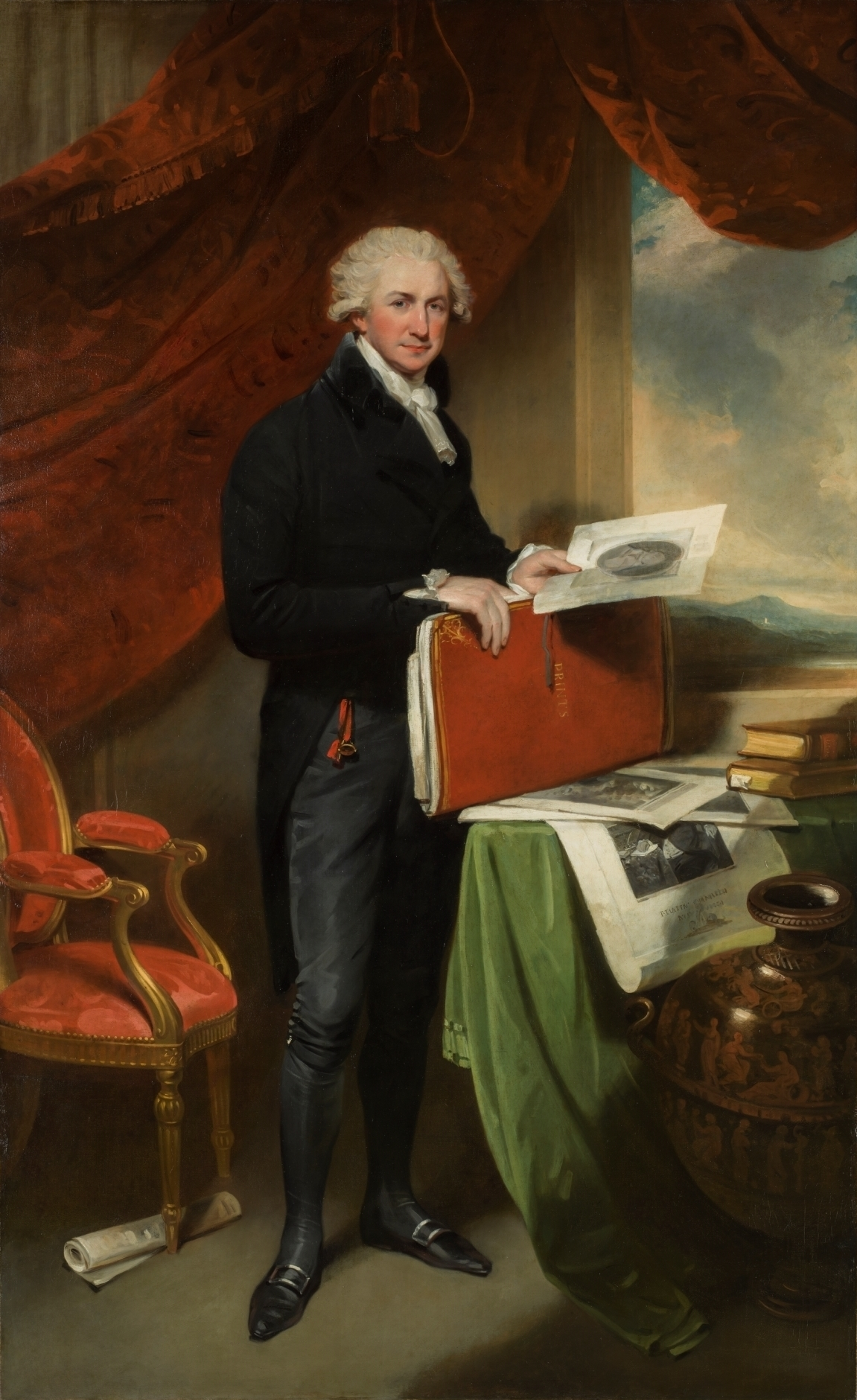
Anthony Morris Storer. Martin Archer Shee, c. 1790.
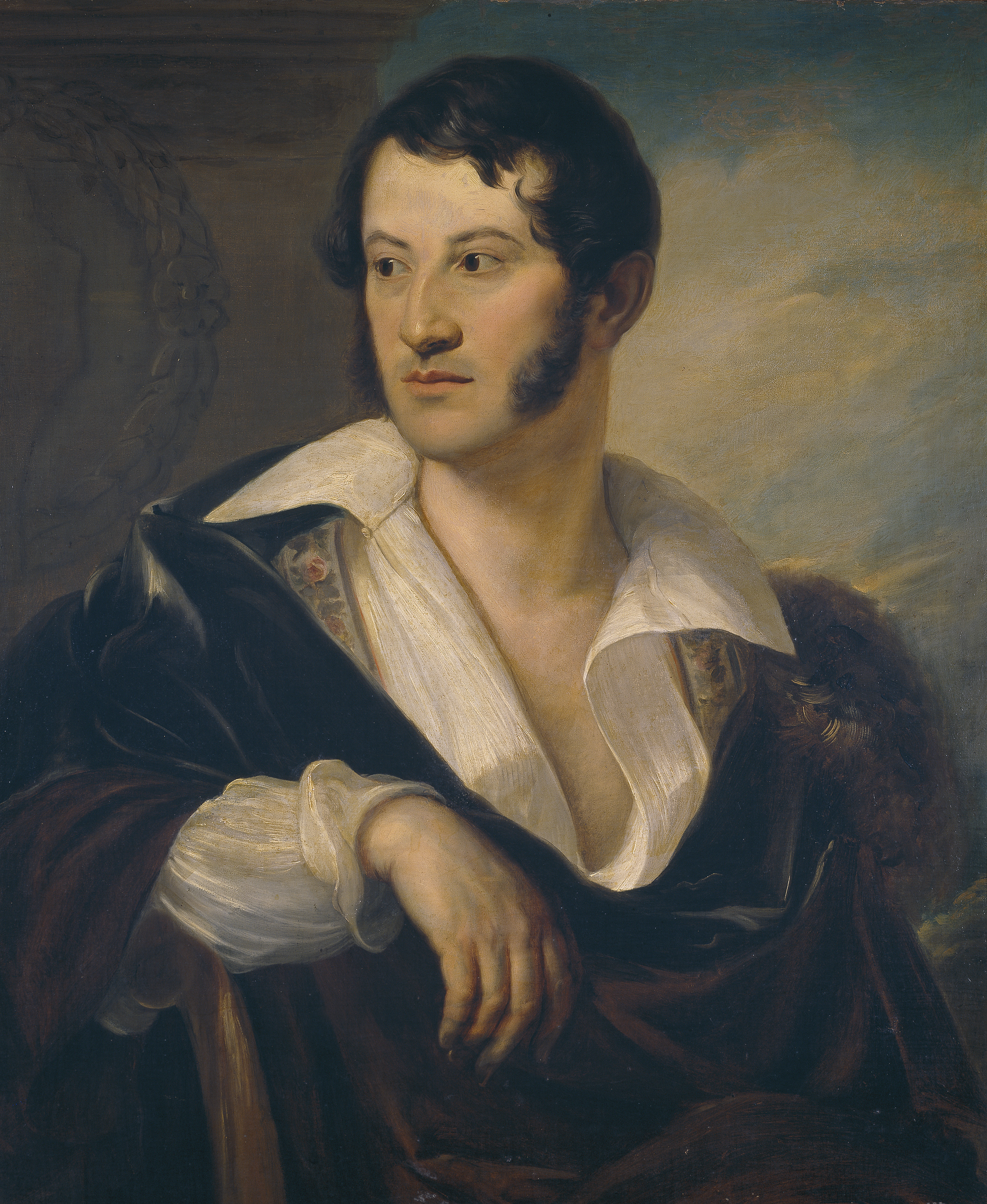
John Phillip (atribuida): Gonzalo de Vilches, I conde de Vilches (?), 1835-1840. Legado conde de la Cimera.
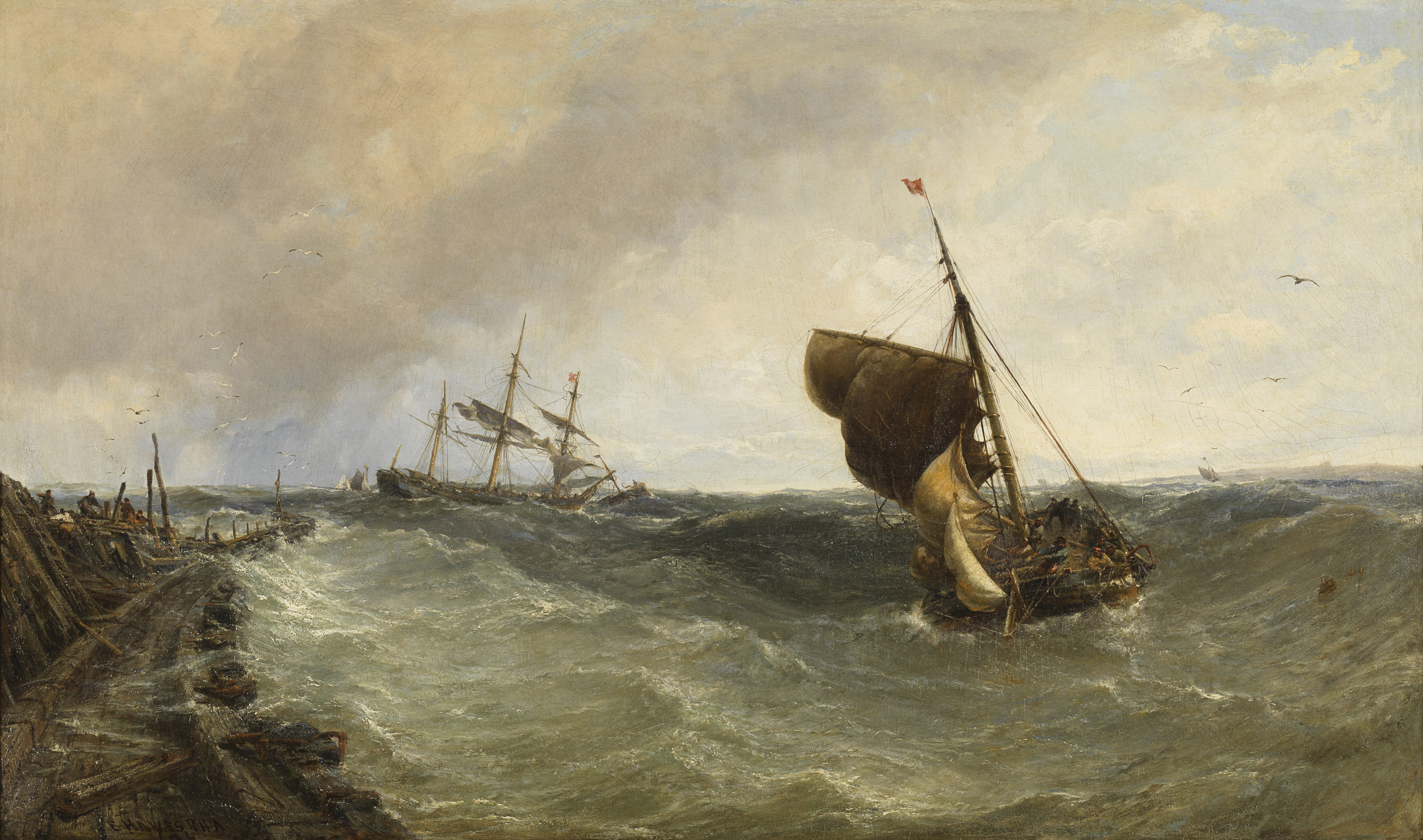
Marina, Edwin Hayes, 1876. Donación de Manuel de Arpe y Retamino.
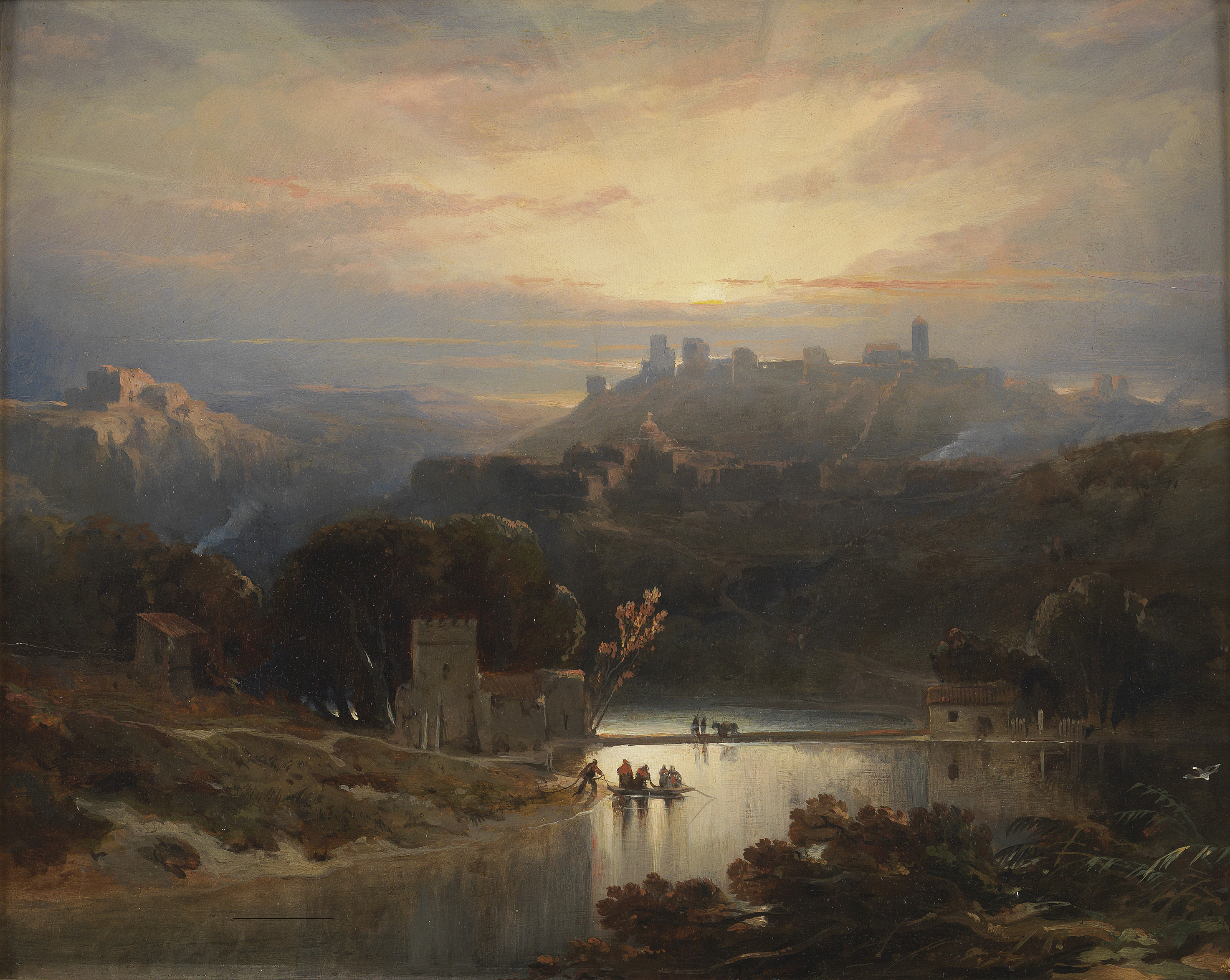
El castillo de Alcalá de Guadaíra, de David Roberts.
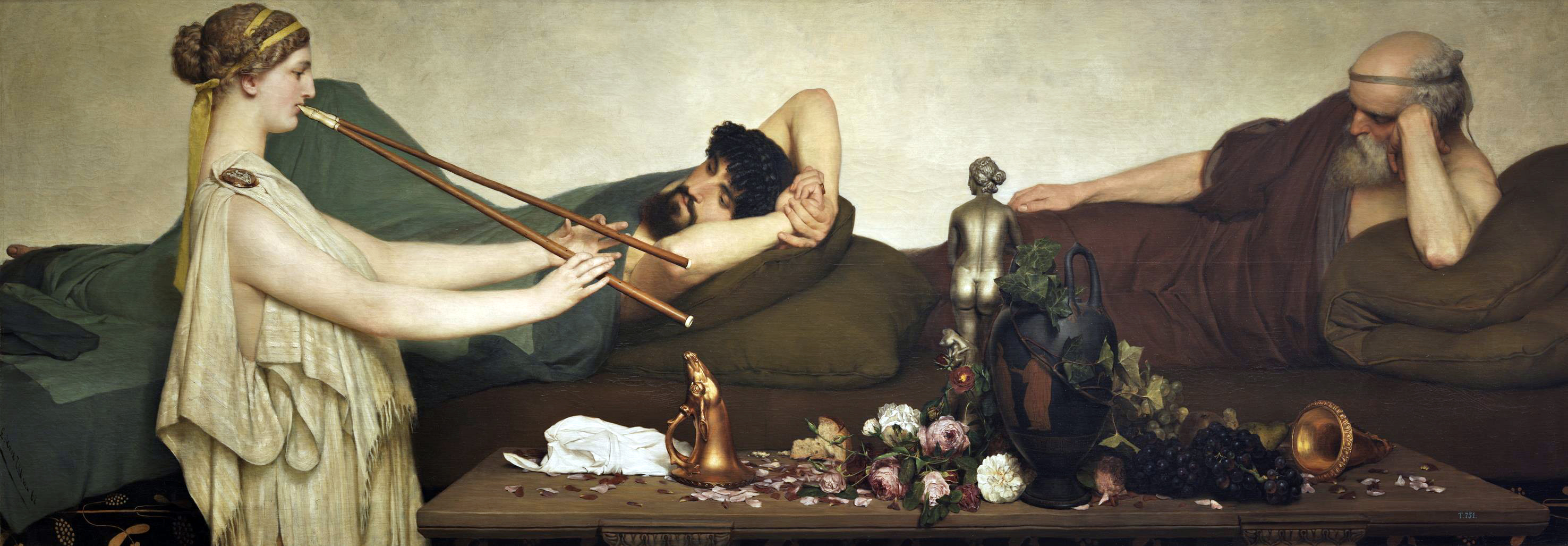
Escena pompeyana o La siesta, lienzo de Lawrence Alma-Tadema (donación de Ernest Gambart).